# Groot-Brittannië op de Paralympische Zomerspelen 2020
Groot-Brittannië was een van de landen die deelnam aan de Paralympische Zomerspelen 2020 in Tokio, Japan.

## Medailleoverzicht
| Atletiek     | Jonathan Broom-Edwards                 | Hoogspringen, T64 (m)                      | Goud   |  |  |
| Atletiek     | Hannah Cockroft                        | 100 m, T34 (v)                             | Goud   |  |  |
| Atletiek     | Hannah Cockroft                        | 200 m, T34 (v)                             | Goud   |  |  |
| Atletiek     | Aled Davies                            | Kogelstoten, F63 (m)                       | Goud   |  |  |
| Atletiek     | Sophie Hahn                            | 100 m, T38 (v)                             | Goud   |  |  |
| Atletiek     | Owen Miller                            | 1500 m, T20 (m)                            | Goud   |  |  |
| Atletiek     | Daniel Pembroke                        | Speerwerpen, F13 (m)                       | Goud   |  |  |
| Atletiek     | Andrew Small                           | 100 m, T33 (m)                             | Goud   |  |  |
| Atletiek     | Thomas Young                           | 100 m, T38 (m)                             | Goud   |  |  |
| Boccia       | David Smith                            | Enkelspel, BC1 (g)                         | Goud   |  |  |
| Boogschieten | Phoebe Paterson Pine                   | Individueel, compound open (v)             | Goud   |  |  |
| Judo         | Christopher Skelley                    | -100 kg (m)                                | Goud   |  |  |
| Kanovaren    | Charlotte Henshaw                      | Eenpersoons kayak, KL2 (v)                 | Goud   |  |  |
| Kanovaren    | Laura Sugar                            | Eenpersoons kayak, KL3 (v)                 | Goud   |  |  |
| Kanovaren    | Emma Wiggs                             | Eenpersoons Va'a, VL2 (v)                  | Goud   |  |  |
| Paardensport | Lee Pearson                            | Dressuur, verplichte kür, graad II (g)     | Goud   |  |  |
| Paardensport | Lee Pearson                            | Dressuur, vrije kür, graad II (g)          | Goud   |  |  |
| Paardensport | Team                                   | Dressuur, team, graad I-V (g)              | Goud   |  |  |
| Roeien       | Team                                   | Tweepersoons scull, PR2Mix2x (g)           | Goud   |  |  |
| Roeien       | Team                                   | Vierpersoons scull met stuur, PR3Mix4+ (g) | Goud   |  |  |
| Rugby        | Team                                   | Team (g)                                   | Goud   |  |  |
| Schermen     | Piers Gilliver                         | Degen individueel, categorie A (m)         | Goud   |  |  |
| Triatlon     | Lauren Stedman                         | Individueel, PTS5 (v)                      | Goud   |  |  |
| Wielrennen   | Kadeena Cox                            | 500 m tijdrit, C4-5 (v)                    | Goud   |  |  |
| Wielrennen   | Lora Fachie Piloot: Corrine Hall       | Individuele achtervolging, B (v)           | Goud   |  |  |
| Wielrennen   | Neil Fachie Piloot: Matthew Rotherham  | 1 km tijdrit, B (v)                        | Goud   |  |  |
| Wielrennen   | Jaco van Gass                          | Individuele achtervolging, C3 (m)          | Goud   |  |  |
| Wielrennen   | Sarah Storey                           | Individuele achtervolging, C5 (v)          | Goud   |  |  |
| Wielrennen   | Sarah Storey                           | Wegwedstrijd, C4-5 (v)                     | Goud   |  |  |
| Wielrennen   | Sarah Storey                           | Tijdrit, C4-5 (v)                          | Goud   |  |  |
| Wielrennen   | Benjamin Watson                        | Wegwedstrijd, C1-3 (m)                     | Goud   |  |  |
| Wielrennen   | Benjamin Watson                        | Tijdrit, C3 (m)                            | Goud   |  |  |
| Wielrennen   | Team                                   | Teamsprint, C1-5 (g)                       | Goud   |  |  |
| Zwemmen      | Reece Dunn                             | 200 m vrije slag, S14 (m)                  | Goud   |  |  |
| Zwemmen      | Reece Dunn                             | 200 m individuele wisselslag, SM14 (m)     | Goud   |  |  |
| Zwemmen      | Bethany Firth                          | 100 m rugslag, S14 (v)                     | Goud   |  |  |
| Zwemmen      | Tully Kearney                          | 100 m vrije slag, S5 (v)                   | Goud   |  |  |
| Zwemmen      | Hannah Russell                         | 100 m rugslag, S12 (v)                     | Goud   |  |  |
| Zwemmen      | Maisie Summers-Newton                  | 100 m schoolslag, SB6 (v)                  | Goud   |  |  |
| Zwemmen      | Maisie Summers-Newton                  | 200 m individuele wisselslag, SM6 (v)      | Goud   |  |  |
| Zwemmen      | Team                                   | 4 x 100 m vrije slag, S14 (g)              | Goud   |  |  |
|              |                                        |                                            |        |  |  |
| Atletiek     | Kare Adenegan                          | 100 m, T34 (v)                             | Zilver |  |  |
| Atletiek     | Kare Adenegan                          | 800 m, T34 (v)                             | Zilver |  |  |
| Atletiek     | Samantha Kinghorn                      | 400 m, T53 (v)                             | Zilver |  |  |
| Atletiek     | Richard Whitehead                      | 200 m, T61 (m)                             | Zilver |  |  |
| Atletiek     | Team                                   | 4 x 100 m, Universele estafette (g)        | Zilver |  |  |
| Badminton    | Daniel Bethell                         | Enkelspel, SL3 (m)                         | Zilver |  |  |
| Judo         | Elliot Stewart                         | -90 kg (m)                                 | Zilver |  |  |
| Kanovaren    | Emma Wiggs                             | Eenpersoons kayak, KL2 (v)                 | Zilver |  |  |
| Paardensport | Natasha Baker                          | Dressuur, verplichte kür, graad III (g)    | Zilver |  |  |
| Paardensport | Natasha Baker                          | Dressuur, vrije kür, graad III (g)         | Zilver |  |  |
| Paardensport | Sophie Wells                           | Dressuur, verplichte kür, graad V (g)      | Zilver |  |  |
| Schermen     | Team                                   | Floret team (m)                            | Zilver |  |  |
| Taekwondo    | Beth Munro                             | -58 kg, K44 (v)                            | Zilver |  |  |
| Tafeltennis  | William Bailey                         | Enkelspel, C7 (m)                          | Zilver |  |  |
| Tafeltennis  | William Bailey Paul Karabardak         | Team, C6-7 (m)                             | Zilver |  |  |
| Tennis       | Alfie Hewett Gordon Reid               | Rolstoel dubbelspel (m)                    | Zilver |  |  |
| Tennis       | Lucy Shuker Jordanne Whiley            | Rolstoel dubbelspel (v)                    | Zilver |  |  |
| Triatlon     | George Peasgood                        | Individueel, PTS5 (m)                      | Zilver |  |  |
| Wielrennen   | James Ball Piloot: Lewis Stewart       | 1 km tijdrit, B (m)                        | Zilver |  |  |
| Wielrennen   | Stephen Bate Piloot: Adam Duggleby     | Individuele achtervolging, B (m)           | Zilver |  |  |
| Wielrennen   | Jody Cundy                             | 1 km tijdrit, C4-5 (m)                     | Zilver |  |  |
| Wielrennen   | Lora Fachie Piloot: Corrine Hall       | Tijdrit, B (v)                             | Zilver |  |  |
| Wielrennen   | Finlay Graham                          | Individuele achtervolging, C3 (m)          | Zilver |  |  |
| Wielrennen   | Finlay Graham                          | Wegwedstrijd, C1-3 (m)                     | Zilver |  |  |
| Wielrennen   | Crystal Lane-Wright                    | Individuele achtervolging, C5 (v)          | Zilver |  |  |
| Wielrennen   | Crystal Lane-Wright                    | Wegwedstrijd, C4-5 (v)                     | Zilver |  |  |
| Wielrennen   | Crystal Lane-Wright                    | Tijdrit, C5 (v)                            | Zilver |  |  |
| Wielrennen   | Aileen McGlynn Obe Piloot: Helen Scott | 1 km tijdrit, B (v)                        | Zilver |  |  |
| Wielrennen   | Sophie Beth Unwin Piloot: Jenny Holl   | Wegwedstrijd, B (v)                        | Zilver |  |  |
| Zwemmen      | Ellie Challis                          | 50 m rugslag, S3 (v)                       | Zilver |  |  |
| Zwemmen      | Stephen Clegg                          | 100 m vlinderslag, S12 (m)                 | Zilver |  |  |
| Zwemmen      | Reece Dunn                             | 100 m vlinderslag, S14 (m)                 | Zilver |  |  |
| Zwemmen      | Louis Fiddes                           | 100 m schoolslag, SB14 (v)                 | Zilver |  |  |
| Zwemmen      | Bethany Firth                          | 200 m vrije slag, S14 (v)                  | Zilver |  |  |
| Zwemmen      | Bethany Firth                          | 200 m individuele wisselslag, SM14 (v)     | Zilver |  |  |
| Zwemmen      | Grace Harvey                           | 100 m schoolslag, SB5 (v)                  | Zilver |  |  |
| Zwemmen      | Tully Kearney                          | 200 m vrije slag, S5 (v)                   | Zilver |  |  |
| Zwemmen      | Rebecca Redfern                        | 100 m schoolslag, SB13 (v)                 | Zilver |  |  |
|              |                                        |                                            |        |  |  |
| Atletiek     | Hollie Arnold                          | Speerwerpen, F46 (v)                       | Brons  |  |  |
| Atletiek     | Columba Blango                         | 400 m, T20 (m)                             | Brons  |  |  |
| Atletiek     | Olivia Breen                           | Verspringen, T38 (v)                       | Brons  |  |  |
| Atletiek     | Dan Greaves                            | Discuswerpen, F64 (m)                      | Brons  |  |  |
| Atletiek     | Harri Jenkins                          | 100 m, T33 (m)                             | Brons  |  |  |
| Atletiek     | Samantha Kinghorn                      | 100 m, T53 (v)                             | Brons  |  |  |
| Atletiek     | Maria Lyle                             | 100 m, T35 (v)                             | Brons  |  |  |
| Atletiek     | Maria Lyle                             | 200 m, T35 (v)                             | Brons  |  |  |
| Atletiek     | Jonnie Peacock                         | 100 m, T64 (m)                             | Brons  |  |  |
| Atletiek     | Hannah Taunton                         | 1500 m, T20 (v)                            | Brons  |  |  |
| Badminton    | Krysten Coombs                         | Enkelspel, SH6 (m)                         | Brons  |  |  |
| Bankdrukken  | Olivia Broome                          | -50 kg (v)                                 | Brons  |  |  |
| Bankdrukken  | Louise Sugden                          | -86 kg (v)                                 | Brons  |  |  |
| Bankdrukken  | Michael Yule                           | -72 kg (m)                                 | Brons  |  |  |
| Basketbal    | Mannenteam                             |                                            | Brons  |  |  |
| Boogschieten | Victoria Rumary                        | Individueel, W1 (v)                        | Brons  |  |  |
| Roeien       | Jeanette Chippington                   | Eenpersoons Va'a, VL2 (v)                  | Brons  |  |  |
| Roeien       | Rob Oliver                             | Eenpersoons kayak, KL3 (m)                 | Brons  |  |  |
| Roeien       | Stuart Wood                            | Eenpersoons Va'a, VL3 (m)                  | Brons  |  |  |
| Paardensport | Georgia Wilson                         | Dressuur, verplichte kür, graad II (g)     | Brons  |  |  |
| Paardensport | Georgia Wilson                         | Dressuur, vrije kür, graad II (g)          | Brons  |  |  |
| Schermen     | Dimitri Coutya                         | Degen individueel, categorie B (m)         | Brons  |  |  |
| Schermen     | Dimitri Coutya                         | Floret individueel, categorie B (m)        | Brons  |  |  |
| Schermen     | Team                                   | Degen team (m)                             | Brons  |  |  |
| Taekwondo    | Amy Truesdale                          | +58 kg, K44 (v)                            | Brons  |  |  |
| Tafeltennis  | Jack Hunter-Spivey                     | Enkelspel, C5 (m)                          | Brons  |  |  |
| Tafeltennis  | Paul Karabardak                        | Enkelspel, C6 (m)                          | Brons  |  |  |
| Tafeltennis  | Thomas Matthews                        | Enkelspel, C1 (m)                          | Brons  |  |  |
| Tafeltennis  | Team                                   | Team, C9 (m)                               | Brons  |  |  |
| Tafeltennis  | Team                                   | Team, C4-5 (v)                             | Brons  |  |  |
| Tennis       | Gordon Reid                            | Rolstoel enkelspel (m)                     | Brons  |  |  |
| Tennis       | Jordanne Whiley                        | Rolstoel enkelspel (v)                     | Brons  |  |  |
| Triatlon     | Claire Cashmore                        | Individueel, PTS5 (v)                      | Brons  |  |  |
| Wielrennen   | Jaco van Gass                          | 1 km tijdrit, C1-3 (m)                     | Brons  |  |  |
| Wielrennen   | George Peasgood                        | Tijdrit, C4 (m)                            | Brons  |  |  |
| Wielrennen   | Sophie Beth Unwin Gids: Jenny Holl     | Individuele achtervolging, B (v)           | Brons  |  |  |
| Zwemmen      | Jessica-Jane Applegate                 | 200 m vrije slag, S14 (v)                  | Brons  |  |  |
| Zwemmen      | Jessica-Jane Applegate                 | 100 m rugslag, S14 (v)                     | Brons  |  |  |
| Zwemmen      | Stephen Clegg                          | 100 m vrije slag, S12 (m)                  | Brons  |  |  |
| Zwemmen      | Stephen Clegg                          | 100 m rugslag, S12 (m)                     | Brons  |  |  |
| Zwemmen      | Reece Dunn                             | 100 m rugslag, S14 (m)                     | Brons  |  |  |
| Zwemmen      | Louise Fiddes                          | 200 m individuele wisselslag, SM14 (v)     | Brons  |  |  |
| Zwemmen      | Scott Quin                             | 100 m schoolslag, SB14 (m)                 | Brons  |  |  |
| Zwemmen      | Hannah Russell                         | 100 m vrije slag, S12 (v)                  | Brons  |  |  |
| Zwemmen      | Toni Shaw                              | 400 m vrije slag, S9 (v)                   | Brons  |  |  |

## Deelnemers en resultaten
(m) = mannen, (v) = vrouwen, (g) = gemengd 

### Atletiek

#### Baanonderdelen
| Atleet                                                                 | Onderdeel                           | Series              | Series              | Halve finales       | Halve finales       | Finale              | Finale              |
| Atleet                                                                 | Onderdeel                           | Resultaat           | Rang                | Resultaat           | Rang                | Resultaat           | Rang                |
| ---------------------------------------------------------------------- | ----------------------------------- | ------------------- | ------------------- | ------------------- | ------------------- | ------------------- | ------------------- |
| Ola Abidogun                                                           | 100 m, T47 (m)                      | 0:11.17             | 9e                  | Niet van toepassing | Niet van toepassing | Niet gekwalificeerd | Niet gekwalificeerd |
| Columba Blango                                                         | 400 m, T20 (m)                      | 0:48.78             | 3e                  | Niet van toepassing | Niet van toepassing | 0:47.81             | Brons               |
| Shaun Burrows                                                          | 400 m, T38 (m)                      | 0:53.72             | 6e                  | Niet van toepassing | Niet van toepassing | 0:53.25             | 7e                  |
| Richard Chiassaro                                                      | 400 m, T54 (m)                      | 0:47.88             | 11e                 | Niet van toepassing | Niet van toepassing | 0:47.37             | 7e                  |
| Richard Chiassaro                                                      | 800 m, T54 (m)                      | Niet gestart        | DNS                 | Niet van toepassing | Niet van toepassing | Niet gekwalificeerd | Niet gekwalificeerd |
| Richard Chiassaro                                                      | 1500 m, T54 (m)                     | 3:05.44             | 18e                 | Niet van toepassing | Niet van toepassing | Niet gekwalificeerd | Niet gekwalificeerd |
| David Devine                                                           | 5000 m, T13 (m)                     | Niet van toepassing | Niet van toepassing | Niet van toepassing | Niet van toepassing | 14:38.00            | 4e                  |
| James Freeman                                                          | 100 m, T33 (m)                      | Niet van toepassing | Niet van toepassing | Niet van toepassing | Niet van toepassing | 0:19.69             | 4e                  |
| Harri Jenkins                                                          | 100 m, T33 (m)                      | Niet van toepassing | Niet van toepassing | Niet van toepassing | Niet van toepassing | 0:18.55             | Brons               |
| Nathan Maguire                                                         | 400 m, T54 (m)                      | 0:46.72             | 6e                  | Niet van toepassing | Niet van toepassing | 0:47.17             | 6e                  |
| Nathan Maguire                                                         | 800 m, T54 (m)                      | 1:36.73             | 9e                  | Niet van toepassing | Niet van toepassing | Niet gekwalificeerd | Niet gekwalificeerd |
| Owen Miller                                                            | 1500 m, T20 (m)                     | Niet van toepassing | Niet van toepassing | Niet van toepassing | Niet van toepassing | 3:54.57             | Goud                |
| Luke Nuttall                                                           | 1500 m, T46 (m)                     | Niet van toepassing | Niet van toepassing | Niet van toepassing | Niet van toepassing | 4:02.65             | 9e                  |
| Jonnie Peacock                                                         | 100 m, T64 (m)                      | 0:10.87             | 3e                  | Niet van toepassing | Niet van toepassing | 0:10.79             | Brons               |
| Derek Rae                                                              | Marathon, T46 (m)                   | Niet van toepassing | Niet van toepassing | Niet van toepassing | Niet van toepassing | 2:47:04             | 9e                  |
| Ben Rowlings                                                           | 100 m, T34 (m)                      | Niet van toepassing | Niet van toepassing | Niet van toepassing | Niet van toepassing | 0:16.77             | 9e                  |
| Ben Rowlings                                                           | 800 m, T34 (m)                      | 1:48.21             | 8e                  | Niet van toepassing | Niet van toepassing | 1:48.63             | 8e                  |
| Daniel Sidbury                                                         | 400 m, T54 (m)                      | Gediskwalificeerd   | DSQ                 | Niet van toepassing | Niet van toepassing | Niet gekwalificeerd | Niet gekwalificeerd |
| Daniel Sidbury                                                         | 800 m, T54 (m)                      | Gediskwalificeerd   | DSQ                 | Niet van toepassing | Niet van toepassing | Niet gekwalificeerd | Niet gekwalificeerd |
| Daniel Sidbury                                                         | 1500 m, T54 (m)                     | 2:56.26             | 6e                  | Niet van toepassing | Niet van toepassing | 2:51.11             | 6e                  |
| Daniel Sidbury                                                         | 5000 m, T54 (m)                     | 10:26.65            | 14e                 | Niet van toepassing | Niet van toepassing | Niet gekwalificeerd | Niet gekwalificeerd |
| Zak Skinner                                                            | 100 m, T13 (m)                      | 0:11.14             | 8e                  | Niet van toepassing | Niet van toepassing | 0:11.08             | 8e                  |
| Andrew Small                                                           | 100 m, T33 (m)                      | Niet van toepassing | Niet van toepassing | Niet van toepassing | Niet van toepassing | 0:17.73             | Goud                |
| Johnboy Smith                                                          | Marathon, T54 (m)                   | Niet van toepassing | Niet van toepassing | Niet van toepassing | Niet van toepassing | 1:32:25             | 10e                 |
| Isaac Towers                                                           | 800 m, T34 (m)                      | 1:46.58             | 2e                  | Niet van toepassing | Niet van toepassing | 1:48.08             | 7e                  |
| David Weir                                                             | 1500 m, T54 (m)                     | 2:55.84             | 4e                  | Niet van toepassing | Niet van toepassing | 2:53.84             | 10e                 |
| David Weir                                                             | 5000 m, T54 (m)                     | 10:49.05            | 16e                 | Niet van toepassing | Niet van toepassing | Niet gekwalificeerd | Niet gekwalificeerd |
| David Weir                                                             | Marathon, T54 (m)                   | Niet van toepassing | Niet van toepassing | Niet van toepassing | Niet van toepassing | 1:29:45             | 5e                  |
| Richard Whitehead                                                      | 200 m, T61 (m)                      | Niet van toepassing | Niet van toepassing | Niet van toepassing | Niet van toepassing | 0:23.99             | Zilver              |
| Thomas Young                                                           | 100 m, T38 (m)                      | 0:11.22             | 2e                  | Niet van toepassing | Niet van toepassing | 0:10.94             | Goud                |
|                                                                        |                                     |                     |                     |                     |                     |                     |                     |
| Kare Adenegan                                                          | 100 m, T34 (v)                      | Niet van toepassing | Niet van toepassing | Niet van toepassing | Niet van toepassing | 0:17.03             | Zilver              |
| Kare Adenegan                                                          | 800 m, T34 (v)                      | Niet van toepassing | Niet van toepassing | Niet van toepassing | Niet van toepassing | 1:59.85             | Zilver              |
| Fabiene Andre                                                          | 100 m, T34 (v)                      | Niet van toepassing | Niet van toepassing | Niet van toepassing | Niet van toepassing | 0:19.14             | 5e                  |
| Fabiene Andre                                                          | 800 m, T34 (v)                      | Niet van toepassing | Niet van toepassing | Niet van toepassing | Niet van toepassing | 2:09.09             | 4e                  |
| Olivia Breen                                                           | 100 m, T38 (v)                      | 0:13.15             | 6e                  | Niet van toepassing | Niet van toepassing | 0:13.13             | 6e                  |
| Libby Clegg Gids: Chris Clarke                                         | 200 m, T11 (v)                      | 0:27.93             | 11e                 | Niet gekwalificeerd | Niet gekwalificeerd | Niet gekwalificeerd | Niet gekwalificeerd |
| Hannah Cockroft                                                        | 100 m, T34 (v)                      | Niet van toepassing | Niet van toepassing | Niet van toepassing | Niet van toepassing | 0:16.39             | Goud                |
| Hannah Cockroft                                                        | 800 m, T34 (v)                      | Niet van toepassing | Niet van toepassing | Niet van toepassing | Niet van toepassing | 1:48.99             | Goud                |
| Kadeena Cox                                                            | 400 m, T38 (v)                      | 1:02.51             | 5e                  | Niet van toepassing | Niet van toepassing | 1:01.16             | 4e                  |
| Sophie Hahn                                                            | 100 m, T38 (v)                      | 0:12.38             | 1e                  | Niet van toepassing | Niet van toepassing | 0:12.43             | Goud                |
| Sophie Kamlish                                                         | 100 m, T64 (v)                      | 0:13.32             | 6e                  | Niet van toepassing | Niet van toepassing | 0:13.49             | 8e                  |
| Samantha Kinghorn                                                      | 100 m, T53 (v)                      | Niet van toepassing | Niet van toepassing | Niet van toepassing | Niet van toepassing | 0:16.53             | Brons               |
| Samantha Kinghorn                                                      | 400 m, T53 (v)                      | 0:56.73             | 4e                  | Niet van toepassing | Niet van toepassing | 0:57.25             | Zilver              |
| Samantha Kinghorn                                                      | 800 m, T53 (v)                      | 1:50.83             | 2e                  | Niet van toepassing | Niet van toepassing | 1:47.94             | 4e                  |
| Maria Lyle                                                             | 100 m, T35 (v)                      | 0:14.34             | 3e                  | Niet van toepassing | Niet van toepassing | 0:14.18             | Brons               |
| Maria Lyle                                                             | 200 m, T35 (v)                      | Niet van toepassing | Niet van toepassing | Niet van toepassing | Niet van toepassing | 0:30.24             | Brons               |
| Ali Smith                                                              | 100 m, T38 (v)                      | 0:13.19             | 8e                  | Niet van toepassing | Niet van toepassing | 0:13.24             | 8e                  |
| Ali Smith                                                              | 400 m, T38 (v)                      | 1:02.68             | 8e                  | Niet van toepassing | Niet van toepassing | 1:03.05             | 8e                  |
| Hannah Taunton                                                         | 1500 m, T20 (v)                     | Niet van toepassing | Niet van toepassing | Niet van toepassing | Niet van toepassing | 4:35.34             | Brons               |
| Melanie Woods                                                          | 400 m, T54 (v)                      | 0:59.11             | 12e                 | Niet van toepassing | Niet van toepassing | Niet gekwalificeerd | Niet gekwalificeerd |
| Melanie Woods                                                          | 800 m, T54 (v)                      | 1:52.05             | 4e                  | Niet van toepassing | Niet van toepassing | 1:50.40             | 5e                  |
|                                                                        |                                     |                     |                     |                     |                     |                     |                     |
| Libby Clegg Gids: Chris Clarke Nathan Maguire Jonnie Peacock Ali Smith | 4 x 100 m, Universele estafette (g) | 0:47.86             | 3e                  | Niet van toepassing | Niet van toepassing | 0:47.50             | Zilver              |

#### Veldonderdelen
| Paralympiër            | Onderdeel             | Resultaat | Prestatie    |
| ---------------------- | --------------------- | --------- | ------------ |
| Jonathan Broom-Edwards | Hoogspringen, T64 (m) | Goud      | 2.10         |
| Aled Davies            | Kogelstoten, F63 (m)  | Goud      | 15.33        |
| Kyron Duke             | Kogelstoten, F41 (m)  | 4e        | 12.29        |
| Dan Greaves            | Discuswerpen, F64 (m) | Brons     | 53.56        |
| Daniel Pembroke        | Speerwerpen, F13 (m)  | Goud      | 69.52        |
| Zak Skinner            | Verspringen, T13 (m)  | 4e        | 6.91         |
| Harrison Walsh         | Discuswerpen, F64 (m) | DNS       | Niet gestart |
|                        |                       |           |              |
| Hollie Arnold          | Speerwerpen, F46 (v)  | Brons     | 39.73        |
| Hetty Barlett          | Verspringen, T38 (v)  | 6e        | 4.05         |
| Olivia Breen           | Verspringen, T38 (v)  | Brons     | 4.91         |
| Joanna Butterfield     | Kegelwerpen, F51 (v)  | 4e        | 21.77        |
| Lydia Church           | Kogelstoten, F12 (v)  | 8e        | 11.41        |
| Sabrina Fortune        | Kogelstoten, F20 (v)  | 5e        | 13.56        |
| Polly Maton            | Verspringen, T47 (v)  | 7e        | 5.19         |
| Anna Nicholson         | Kogelstoten, F35 (v)  | 6e        | 8.03         |
| Gemma Prescott         | Kegelwerpen, F32 (v)  | 7e        | 18.28        |
| Stef Reid              | Verspringen, T64 (v)  | 4e        | 5.75         |
| Vanessa Wallace        | Kogelstoten, F34 (v)  | 5e        | 7.63         |

### Badminton
| Paralympiër    | Onderdeel          | Groepsfase                  | Groepsfase                     | Groepsfase           | Groepsfase           | Positie | Finalefase                 | Finalefase                  | Finalefase                            | Plaats |
| Paralympiër    | Onderdeel          | Wedstrijd I                 | Wedstrijd II                   | Wedstrijd III        | Wedstrijd IV         | Positie | Kwartfinale                | Halve finale                | (Troost)finale                        | Plaats |
| Paralympiër    | Onderdeel          | Tegenstander Uitslag        | Tegenstander Uitslag           | Tegenstander Uitslag | Tegenstander Uitslag | Positie | Tegenstander Uitslag       | Tegenstander Uitslag        | Tegenstander Uitslag                  | Plaats |
| -------------- | ------------------ | --------------------------- | ------------------------------ | -------------------- | -------------------- | ------- | -------------------------- | --------------------------- | ------------------------------------- | ------ |
| Daniel Bethell | Enkelspel, SL3 (m) | INA Ukun Rukaendi W met 2-0 | JPN Daisuke Fujihara W met 2-0 | Niet van toepassing  | Niet van toepassing  | 1e      | Niet van toepassing        | IND Manoj Sarkar W met 2-0  | IND Pramod Bhagat V met 0-2           | Zilver |
| Krysten Coombs | Enkelspel, SH6 (m) | HKG Chu Man Kai V met 0-2   | GBR Jack Shephard W met 2-0    | Niet van toepassing  | Niet van toepassing  | 2e      | Niet van toepassing        | IND Krishna Nagar V met 0-2 | BRA Vitor Goncalves Tavares W met 2-1 | Brons  |
| Martin Rooke   | Enkelspel, WH2 (m) | CHN Mai Jianpeng V met 0-2  | THA Dumnern Junthong W met 2-1 | Niet van toepassing  | Niet van toepassing  | 2e      | HKG Chan Ho Yuen V met 0-2 | Uitgeschakeld               | Uitgeschakeld                         | 5e     |
| Jack Shephard  | Enkelspel, SH6 (m) | HKG Chu Man Kai W met 2-1   | GBR Krysten Coombs V met 0-2   | Niet van toepassing  | Niet van toepassing  | 3e      | Uitgeschakeld              | Uitgeschakeld               | Uitgeschakeld                         | 5e     |

### Bankdrukken
| Paralympiër   | Onderdeel  | Resultaat | Prestatie |
| ------------- | ---------- | --------- | --------- |
| Ali Jawad     | -59 kg (m) | 6e        | 164.0     |
| Michael Yule  | -72 kg (m) | Brons     | 182.0     |
|               |            |           |           |
| Olivia Broome | -50 kg (v) | Brons     | 107.0     |
| Zoe Newson    | -41 kg (v) | 4e        | 94.0      |
| Louise Sugden | -86 kg (v) | Brons     | 131.0     |

### Basketbal
| Paralympiër | Onderdeel   | Resultaat | Prestatie |
| --- | ----------- | --------- | --- |
| Billy Bridge Harry Brown Terry Bywater Gaz Choudhry Lewis Edwards Ben Fox Adbi Jama James MacSorley Lee Manning James Palmer Ian Sagar Gregg Warburton                          | Mannenteam  | Brons     | Groep B(1e) GBR-ALG: 70-43 GER-GBR: 71-59 GBR-USA: 64-63 IRI-GBR: 57-69 AUS-GBR: 69-70 Kwartfinale GBR-CAN: 66-52 Halve finale JPN-GBR: 79-68 Bronzen finale ESP-GBR: 58-68 |
| Michaela Bell Sophie Carrigill Amy Conroy Siobhan Fitzpatrick Helen Freeman Joy Haizelden Judith Hamer Robyn Love Charlotte Moore Lucy Robinson Maddie Thompson Laurie Williams | Vrouwenteam | 7e        | Groep A (4e) GBR-CAN: 54-73 JPN-GBR: 54-48 GBR-GER: 35-53 AUS-GBR: 38-75 Kwartfinale CHN-GBR: 47-33 Plaats 7/8 ESP-GBR: 43-62                                               |

### Boccia
| Paralympiër                                 | Onderdeel          | Groepsfase                       | Groepsfase                          | Groepsfase                        | Groepsfase                     | Positie | Finalefase                       | Finalefase                                   | Finalefase                  | Plaats |
| Paralympiër                                 | Onderdeel          | Wedstrijd I                      | Wedstrijd II                        | Wedstrijd III                     | Wedstrijd IV                   | Positie | Kwartfinale                      | Halve finale                                 | (Troost)finale              | Plaats |
| Paralympiër                                 | Onderdeel          | Tegenstander Uitslag             | Tegenstander Uitslag                | Tegenstander Uitslag              | Tegenstander Uitslag           | Positie | Tegenstander Uitslag             | Tegenstander Uitslag                         | Tegenstander Uitslag        | Plaats |
| ------------------------------------------- | ------------------ | -------------------------------- | ----------------------------------- | --------------------------------- | ------------------------------ | ------- | -------------------------------- | -------------------------------------------- | --------------------------- | ------ |
| Will Hipwell                                | Enkelspel, BC2 (g) | THA Worawut Saengampa V met 0-16 | SVK Robert Mezik V met 3-6          | BEL Francis Rombouts V met 1-8    | Niet van toepassing            | 4e      | Niet gekwalificeerd              | Niet gekwalificeerd                          | Niet gekwalificeerd         | 19e    |
| Jamie McCowan                               | Enkelspel, BC3 (g) | GBR Scott McCowan V met 1-7      | AUS Spencer Cotie V met 2-5         | ARG Stefania Ferrando V met 2-2   | Niet van toepassing            | 4e      | Niet gekwalificeerd              | Niet gekwalificeerd                          | Niet gekwalificeerd         | 19e    |
| Scott McCowan                               | Enkelspel, BC3 (g) | GBR Jamie McCowan W met 7-1      | ARG Stefania Ferrando W met 6-1     | AUS Spencer Cotie W met 4-3       | Niet van toepassing            | 1e      | BRA Evelyn de Oliveira W met 9-1 | GRE Grigorios Polychronidis V met 4-4        | AUS Daniel Michel V met 1-6 | 4e     |
| Stephen McGuire                             | Enkelspel, BC4 (g) | HKG Wong Kwan Hang V met 1-4     | JPN Shun Esaki W met 3-2            | COL Euclides Grisales V met 0-6   | Niet van toepassing            | 3e      | Niet gekwalificeerd              | Niet gekwalificeerd                          | Niet gekwalificeerd         | 13e    |
| Louis Saunders                              | Enkelspel, BC4 (g) | SVK Samuel Andrejcik V met 3-7   | THA Pornchok Larpyen V met 1-7      | THA Ritthikrai Somsanuk V met 0-9 | Niet van toepassing            | 4e      | Niet gekwalificeerd              | Niet gekwalificeerd                          | Niet gekwalificeerd         | 19e    |
| David Smith                                 | Enkelspel, BC1 (g) | CHN Zhang Qi W met 7-1           | MEX Eduardo Sanchez Reyes V met 5-7 | ARG Mauricio Ibarbure W met 4-3   | JPN Takumi Nakamura W met 11-1 | 1e      | THA Witsanu Huadpradit W met 6-1 | BRA Jose Carlos Chagas de Oliveira W met 7-4 | MAS Chew Wei Lun W met 4-2  | Goud   |
| Claire Taggart                              | Enkelspel, BC2 (g) | ARG Luis Cristaldo V met 2-5     | KOR Lee Yongjin V met 2-3           | BRA Maciel Santos V met 1-8       | Niet van toepassing            | 4e      | Niet gekwalificeerd              | Niet gekwalificeerd                          | Niet gekwalificeerd         | 19e    |
| Evie Edwards Stephen McGuire Louis Saunders | Paren, BC4 (g)     | SVK V met 0-8                    | BRA W met 6-4                       | POR V met 1-3                     | CAN W met 5-2                  | 3e      | Niet gekwalificeerd              | Niet gekwalificeerd                          | Niet gekwalificeerd         | 5e     |
| Will Hipwell David Smith Claire Taggart     | Team, BC1-2 (g)    | THA V met 2-9                    | CHN V met 7-11                      | RPC V met 3-10                    | ARG W met 6-4                  | 4e      | Niet gekwalificeerd              | Niet gekwalificeerd                          | Niet gekwalificeerd         | 7e     |
| Jamie McCowan Scott McCowan Bethany Moulam  | Paren, BC3 (g)     | GRE V met 2-4                    | KOR V met 2-2                       | FRA W met 7-0                     | THA V met 3-7                  | 4e      | Niet gekwalificeerd              | Niet gekwalificeerd                          | Niet gekwalificeerd         | 7e     |

### Boogschieten
| Paralympiër                      | Onderdeel                      | Kwalificatie | Kwalificatie | 1e ronde             | 2e ronde                               | 3e ronde                               | Kwartfinale                       | Halve finale                            | (troost)Finale                                        | Rang  |
| Paralympiër                      | Onderdeel                      | Score        | Positie      | Tegenstander Uitslag | Tegenstander Uitslag                   | Tegenstander Uitslag                   | Tegenstander Uitslag              | Tegenstander Uitslag                    | Tegenstander Uitslag                                  | Rang  |
| -------------------------------- | ------------------------------ | ------------ | ------------ | -------------------- | -------------------------------------- | -------------------------------------- | --------------------------------- | --------------------------------------- | ----------------------------------------------------- | ----- |
| Nathan MacQueen                  | Individueel, compound open (m) | 680          | 22e          | Bye                  | RPC Nail Gatin V met 142-138           | Uitgeschakeld                          | Uitgeschakeld                     | Uitgeschakeld                           | Uitgeschakeld                                         | 17e   |
| David Phillips                   | Individueel, recurve open (m)  | 582          | 26e          | Niet van toepassing  | FRA Guillaume Toucoullet W met 6-2     | IND Chhikara Vivek W met 7-3           | CHN Zhao Lixue V met 2-6          | Uitgeschakeld                           | Uitgeschakeld                                         | 5e    |
| John Stubbs                      | Individueel, compound open (m) | 682          | 19e          | Bye                  | SVK Marian Marecak V met 138-138       | Uitgeschakeld                          | Uitgeschakeld                     | Uitgeschakeld                           | Uitgeschakeld                                         | 17e   |
|                                  |                                |              |              |                      |                                        |                                        |                                   |                                         |                                                       |       |
| Hazel Chaisty                    | Individueel, recurve open (v)  | 571          | 12e          | Niet van toepassing  | LAT Ieva Melle W met 7-3               | RPC Margarita Sidorenko W met 6-5      | ITA Vincenza Petrilli V met 2-6   | Uitgeschakeld                           | Uitgeschakeld                                         | 5e    |
| Victoria Rumary                  | Individueel, W1 (v)            | 590          | 6e           | Niet van toepassing  | Niet van toepassing                    | BRA Rejane Candida W met 115-107       | ITA Asia Pellizzari W met 130-124 | CZE Sarka Musilova V met 107-127        | USA Lia Coryell W met 131-123                         | Brons |
| Phoebe Paterson Pine             | Individueel, compound open (v) | 670          | 16e          | Niet van toepassing  | RPC Tatiana Andrievskaia W met 142-138 | GBR Jessica Stretton W met 141-140     | FRA Julie Chupin W met 141-139    | ITA Maria Andrea Virgilio W met 140-137 | CHI Mariana Elena Adelina Zuniga Varela W met 134-133 | Goud  |
| Jessica Stretton                 | Individueel, compound open (v) | 694          | 1e           | Niet van toepassing  | Bye                                    | GBR Phoebe Paterson Pine V met 140-141 | Uitgeschakeld                     | Uitgeschakeld                           | Uitgeschakeld                                         | 9e    |
|                                  |                                |              |              |                      |                                        |                                        |                                   |                                         |                                                       |       |
| Hazel Chaisty David Phillips     | Team, recurve open (g)         | 1153         | 10e          | Niet van toepassing  | Niet van toepassing                    | TUR W met 5-1                          | IRI V met 0-6                     | Uitgeschakeld                           | Uitgeschakeld                                         | 5e    |
| Nathan MacQueen Jessica Stretton | Team, compound open (g)        | 1376         | 5e           | Niet van toepassing  | Niet van toepassing                    | Bye                                    | IRI V met 151-153                 | Uitgeschakeld                           | Uitgeschakeld                                         | 5e    |

### Judo
| Paralympiër         | Onderdeel   | Resultaat | Prestatie |
| ------------------- | ----------- | --------- | --- |
| Jackson Hodgson     | +100 kg (m) | 9e        | 1/8e finale: V van AZE Ilham Zakiyev |
| Daniel Powell       | -81 kg (m)  | 7e        | 1/8e finale: W van BRA Harlley Damiao Pereira Arruda Kwartfinale: V van AZE Huseyn Rahimli Herkansingen, finale: V van FRA Nathan Petit |
| Christopher Skelley | -100 kg (m) | Goud      | Kwartfinale: W van UZB Sharif Khalilov Halve finale: W van GER Oliver Upmann Finale: W van USA Benjamin Goodrich                        |
| Elliot Stewart      | -90 kg (m)  | Zilver    | Kwartfinale: W van UZB Shukhrat Boboev Halve finale: W van UKR Oleksandr Nazarenko Finale: V van IRI Vahid Nouri                        |

### Kanovaren
| Atleet               | Onderdeel                  | Heats     | Heats | Halve finale        | Halve finale        | A/B finale          | A/B finale | Eindresultaat |
| Atleet               | Onderdeel                  | Resultaat | Rang  | Resultaat           | Rang                | Resultaat           | Rang       | Eindresultaat |
| -------------------- | -------------------------- | --------- | ----- | ------------------- | ------------------- | ------------------- | ---------- | ------------- |
| Ian Marsden          | Eenpersoons kayak, KL1 (m) | 0:55.601  | 7e    | 0:52.806            | 6e QA               | 0:52.848            | 8e         | 8e            |
| Rob Oliver           | Eenpersoons kayak, KL3 (m) | 0:41.280  | 5e    | 0:41.102            | 3e QA               | 0:41.268            | 3e         | Brons         |
| David Phillipson     | Eenpersoons kayak, KL2 (m) | 0:44.295  | 5e    | 0:43.075            | 5e QA               | 0:43.348            | 7e         | 7e            |
| Stuart Wood          | Eenpersoons Va'a, VL3 (m)  | 0:52.579  | 2e    | 0:50.004            | 1e QA               | 0:52.760            | 3e         | Brons         |
|                      |                            |           |       |                     |                     |                     |            |               |
| Jeanette Chippington | Eenpersoons kayak, KL1 (v) | 1:02.826  | 9e    | 1:01.762            | 7e                  | Niet gekwalificeerd | DNQ        | 9e            |
| Jeanette Chippington | Eenpersoons Va'a, VL2 (v)  | 1:03.854  | 3e    | 1:01.167            | 2e QA               | 1:02.149            | 3e         | Brons         |
| Charlotte Henshaw    | Eenpersoons kayak, KL2 (v) | 0:52.794  | 1e QA | Niet van toepassing | Niet van toepassing | 0:50.760            | 1e         | Goud          |
| Laura Sugar          | Eenpersoons kayak, KL3 (v) | 0:50.347  | 1e QA | Niet van toepassing | Niet van toepassing | 0:49.582            | 1e         | Goud          |
| Emma Wiggs           | Eenpersoons kayak, KL2 (v) | 0:53.371  | 1e QA | Niet van toepassing | Niet van toepassing | 0:51.409            | 2e         | Zilver        |
| Emma Wiggs           | Eenpersoons Va'a, VL2 (v)  | 0:58.084  | 1e QA | Niet van toepassing | Niet van toepassing | 0:57.028            | 1e         | Goud          |

### Paardensport
| Paralympiër                            | Onderdeel                               | Resultaat | Prestatie |
| -------------------------------------- | --------------------------------------- | --------- | --------- |
| Natasha Baker                          | Dressuur, verplichte kür, graad III (g) | Zilver    | 76.265%   |
| Natasha Baker                          | Dressuur, vrije kür, graad III (g)      | Zilver    | 77.614%   |
| Lee Pearson                            | Dressuur, verplichte kür, graad II (g)  | Goud      | 76.265%   |
| Lee Pearson                            | Dressuur, vrije kür, graad II (g)       | Goud      | 82.447%   |
| Sophie Wells                           | Dressuur, verplichte kür, graad V (g)   | Zilver    | 74.405%   |
| Sophie Wells                           | Dressuur, vrije kür, graad V (g)        | 4e        | 73.560%   |
| Georgia Wilson                         | Dressuur, verplichte kür, graad II (g)  | Brons     | 72.765%   |
| Georgia Wilson                         | Dressuur, vrije kür, graad II (g)       | Brons     | 76.754%   |
| Natasha Baker Lee Pearson Sophie Wells | Dressuur, team, graad I-V (g)           | Goud      | 229.905%  |

### Roeien
| Atleet                                                                         | Onderdeel                                  | Heats     | Heats | Herkansingen        | Herkansingen        | A/B finale | A/B finale |
| Atleet                                                                         | Onderdeel                                  | Resultaat | Rang  | Resultaat           | Rang                | Resultaat  | Rang       |
| ------------------------------------------------------------------------------ | ------------------------------------------ | --------- | ----- | ------------------- | ------------------- | ---------- | ---------- |
| Benjamin Pritchard                                                             | Eenpersoons sculls, PR1M1x (m)             | 10:12.24  | 3e    | 9:14.61             | 1e QA               | 10:06.95   | 5e         |
|                                                                                |                                            |           |       |                     |                     |            |            |
| Lauren Rowless Laurence Whiteley                                               | Tweepersoons sculls, PR2Mix2x (g)          | 8:42.27   | 1e QA | Niet van toepassing | Niet van toepassing | 8:38.99    | Goud       |
| Ellen Buttrick James Fox Giedre Rakauskaite Oliver Stanhope Stuur Erin Kennedy | Vierpersoons scull met stuur, PR3Mix4+ (g) | 7:09.44   | 1e QA | Niet van toepassing | Niet van toepassing | 7:09.08    | Goud       |

### Rugby
| Paralympiër | Onderdeel | Resultaat | Prestatie                                                                                                   |
| --- | --------- | --------- | --- |
| Ayaz Bhuta Jonathan Coggan Ryan Cowling Nicholas Cummins Kylie Grimes Aaron Phipps Jim Roberts Stuart Robinson Chris Ryan Jack Smith Jamie Stead Gavin Walker | Team (g)  | Goud      | Groep A (2e) GBR-CAN: 50-47 GBR-NZL: 60-37 USA-GBR: 50-48 Halve finale JPN-GBR: 49-55 Finale USA-GBR: 49-54 |

### Schermen
| Paralympiër                                     | Onderdeel                           | Resultaat | Prestatie |
| ----------------------------------------------- | ----------------------------------- | --------- | --- |
| Dimitri Coutya                                  | Degen individueel, categorie B (m)  | Brons     | Groep A W van IRQ Ammar Ali met 5-2 W van CAN Pierre Mainville met 5-1 W van RPC Alexander Kuzyukov met 5-3 W van UKR Anton Datsko met 5-2 W van FRA Yohan Peter met 5-1 W van JPN Michinobu Fujita met 5-4 Kwartfinale: W van UKR Anton Datsko met 15-13 Halve finale: V van BRA Jovane Silva Guissone met 12-15 Bronzen finale: W van BLR Andrei Pranevich met 15-11 |
| Dimitri Coutya                                  | Floret individueel, categorie B (m) | Brons     | Groep A V van CHN Feng Yanke met 3-5 W van UKR Oleg Naumenko met 5-0 W van FRA Maxime Valet met 5-3 W van RPC Alexander Kuzyukov met 5-1 W van BRA Vanderson Luis Chaves met 5-1 W van JPN Ryuji Onda met 5-1 Kwartfinale: W van FRA Maxime Valet met 15-8 Halve finale: V van CHN Feng Yanke met 14-15 Bronzen finale: W van RPC Albert Kamalov met 15-2              |
| Piers Gilliver                                  | Degen individueel, categorie A (m)  | Goud      | Groep A W van CHN Sun Gang met 5-1 W van RPC Artur Yusupov met 5-4 W van ITA Edoardo Giordan met 5-2 W van POL Dariusz Pender met 5-1 W van FRA Romain Noble met 5-4 W van UKR Artem Manko met 5-2 Kwartfinale: W van UKR Artem Manko met 15-2 Halve finale: W van CHN Sun Gang met 15-6 Finale: W van RPC Maxim Shaburov met 15-9                                     |
| Piers Gilliver                                  | Sabel individueel, categorie A (m)  | 9e        | Groep C V van CHN Tian Jianquan met 0-5 V van UKR Artem Manko met 2-5 W van RPC Nikita Nagaev met 5-2 W van FRA Romain Noble met 5-0 1/8e finale: V van CHN Li Hao met 12-15 |
| Dimitri Coutya Piers Gilliver Oliver Lam-Watson | Degen team (m)                      | Brons     | Groep B W van POL met 45-30 W van UKR met 45-28 W van FRA met 45-29 Halve finale: V van RPC met 35-45 Bronzen finale: W van UKR met 45-38 |
| Dimitri Coutya Piers Gilliver Oliver Lam-Watson | Floret team (m)                     | Zilver    | Groep B W van ITA met 45-37 W van UKR met 45-21 W van RPC met 45-44 Halve finale: W van FRA met 45-23 Finale: V van CHN met 38-45 |
|                                                 |                                     |           | |
| Gemma Collis-McCann                             | Degen individueel, categorie A (v)  | 9e        | Groep C W van POL Kinga Drozdz met 5-4 V van RPC Alena Evdokimova met 4-5 V van CHN Rong Jing met 2-5 W van JPN Mieko Matsumoto met 5-2 V van HUN Amarilla Veres met 3-5 1/8e finale: V van UKR Yevheniia Breus met 5-15 |
| Gemma Collis-McCann                             | Sabel individueel, categorie A (v)  | 12e       | Groep C V van ITA Andreea Mogos met 4-5 V van UKR Nataliia Morkvych met 1-5 V van POL Marta Fidrych met 1-5 V van HUN Eva Andrea Hajmasi met 1-5 |

### Schietsport
| Paralympiër      | Onderdeel                         | Resultaat | Resultaat | Prestatie           | Prestatie           |
| Paralympiër      | Onderdeel                         | Score     | Rang      | Score               | Rang                |
| ---------------- | --------------------------------- | --------- | --------- | ------------------- | ------------------- |
| James Bevis      | 10 m luchtgeweer, liggend SH2 (g) | 632.1     | 19e       | Niet gekwalificeerd | Niet gekwalificeerd |
| James Bevis      | 50 m geweer, liggend SH2 (g)      | 616.7     | 21e       | Niet gekwalificeerd | Niet gekwalificeerd |
| Ryan Cockbill    | 10 m luchtgeweer, staand SH2 (g)  | 629.1     | 10e       | Niet gekwalificeerd | Niet gekwalificeerd |
| Ryan Cockbill    | 10 m luchtgeweer, liggend SH2 (g) | 632.2     | 18e       | Niet gekwalificeerd | Niet gekwalificeerd |
| Ryan Cockbill    | 50 m geweer, liggend SH2 (g)      | 624.4     | 4e        | 122.6               | 8e                  |
| Tim Jeffery      | 10 m luchtgeweer, staand SH2 (g)  | 631.5     | 7e        | 124.1               | 8e                  |
| Tim Jeffery      | 10 m luchtgeweer, liggend SH2 (g) | 636.7     | 5e        | 146.5               | 7e                  |
| Tim Jeffery      | 50 m geweer, liggend SH2 (g)      | 623.4     | 5e        | 163.3               | 6e                  |
| Matt Skelhon     | 10 m luchtgeweer, liggend SH1 (g) | 631.2     | 16e       | Niet gekwalificeerd | Niet gekwalificeerd |
| Matt Skelhon     | 50 m geweer, liggend SH1 (g)      | 615.8     | 13e       | Niet gekwalificeerd | Niet gekwalificeerd |
|                  |                                   |           |           |                     |                     |
| Issy Bailey      | 10 m luchtpistool, SH1 (v)        | 468.0     | 18e       | Niet gekwalificeerd | Niet gekwalificeerd |
| Issy Bailey      | 25 m pistool, SH1 (g)             | 551.0     | 21e       | Niet gekwalificeerd | Niet gekwalificeerd |
| Lorraine Lambert | 10 m luchtgeweer, staand SH1 (v)  | 608.3     | 20e       | Niet gekwalificeerd | Niet gekwalificeerd |
| Lorraine Lambert | 50 m geweer, 3 posities SH1 (v)   | 1121.0    | 15e       | Niet gekwalificeerd | Niet gekwalificeerd |
| Lorraine Lambert | 50 m geweer, liggend SH1 (g)      | 609.2     | 36e       | Niet gekwalificeerd | Niet gekwalificeerd |
| Lesley Stewart   | 10 m luchtgeweer, staand SH1 (v)  | 610.8     | 18e       | Niet gekwalificeerd | Niet gekwalificeerd |
| Lesley Stewart   | 50 m geweer, 3 posities SH1 (v)   | 1133.0    | 13e       | Niet gekwalificeerd | Niet gekwalificeerd |

### Taekwondo
| Paralympiër       | Onderdeel       | Resultaat | Prestatie |
| ----------------- | --------------- | --------- | --- |
| Joseph Jason Lane | +75 kg, K44 (m) | 9e        | 1/8e finale: V van RPC Zainutdin Ataev met 5-36 Herkansingen, 1e ronde: V van LBA Mohamed Alsanousi Abidar met 18-23                                                                   |
|                   |                 |           | |
| Beth Munro        | -58 kg, K44 (v) | Zilver    | 1/8e finale: W van NEP Palesha Goverdhan met 21-8 Kwartfinale: W van TUR Gamze Gurdal met 34-22 Halve finale: W van CHN Beth Munro met 34-25 Finale: V van DEN Lisa Gjessing met 14-32 |
| Amy Truesdale     | +58 kg, K44 (v) | Brons     | Kwartfinale: W van MAR Rajae Akermach met 42-27 Halve finale: V van UZB Guljonoy Naimova met 14-60 Bronzen finale: W van IRI Rayehe Shahab met 41-31                                   |

### Tafeltennis
| Paralympiër                              | Onderdeel         | Groepsfase                             | Groepsfase                                 | Groepsfase                    | Positie             | Finalefase                   | Finalefase                    | Finalefase                   | Finalefase             | Plaats |
| Paralympiër                              | Onderdeel         | Wedstrijd I                            | Wedstrijd II                               | Wedstrijd III                 | Positie             | 1/8e finale                  | Kwartfinale                   | Halve finale                 | Finale                 | Plaats |
| Paralympiër                              | Onderdeel         | Tegenstander Uitslag                   | Tegenstander Uitslag                       | Tegenstander Uitslag          | Positie             | Tegenstander Uitslag         | Tegenstander Uitslag          | Tegenstander Uitslag         | Tegenstander Uitslag   | Plaats |
| ---------------------------------------- | ----------------- | -------------------------------------- | ------------------------------------------ | ----------------------------- | ------------------- | ---------------------------- | ----------------------------- | ---------------------------- | ---------------------- | ------ |
| William Bailey                           | Enkelspel, C7 (m) | POL Maksym Chudzicki W met 3-1         | THA Chalermpong Punpoo W met 3-0           | Niet van toepassing           | 1e                  | Bye                          | GER Bjoern Schnake W met 3-0  | CHN Liao Keli W met 3-2      | CHN Yan Shuo V met 1-3 | Zilver |
| Jack Hunter-Spivey                       | Enkelspel, C5 (m) | BEL Bart Brands W met 3-1              | TPE Cheng Ming-Chih W met 3-0              | Niet van toepassing           | 1e                  | Niet van toepassing          | NOR Tommy Urhaug W met 3-2    | GER Valentin Baus V met 0-3  | Uitgeschakeld          | Brons  |
| Paul Karabardak                          | Enkelspel, C6 (m) | ROM Bobi Simion W met 3-1              | AUS Trevor Hirth W met 3-0                 | Niet van toepassing           | 1e                  | Bye                          | KOR Park Hong Kyu W met 3-2   | USA Ian Seidenfeld V met 0-3 | Uitgeschakeld          | Brons  |
| Thomas Matthews                          | Enkelspel, C1 (m) | KOR Nam Kiwon W met 3-1                | RPC Dmitrii Lavrov W met 3-1               | Niet van toepassing           | 1e                  | Niet van toepassing          | ITA Andrea Borgato W met 3-1  | KOR Kim Hyeon Uk V met 0-3   | Uitgeschakeld          | Brons  |
| Aaron McKibbin                           | Enkelspel, C8 (m) | AUS Nathan Pellissier W met 3-0        | POL Piotr Grudzien V met 0-3               | Niet van toepassing           | 2e                  | SWE Linus Karlsson W met 3-2 | UKR Viktor Didukh V met 1-3   | Uitgeschakeld                | Uitgeschakeld          | 5e     |
| Billy Shilton                            | Enkelspel, C8 (m) | NGR Victor Farinloye W met 3-0         | UKR Viktor Didukh V met 0-3                | Niet van toepassing           | 2e                  | POL Piotr Grudzien W met 3-2 | CHN Zhao Shuai V met 0-3      | Uitgeschakeld                | Uitgeschakeld          | 5e     |
| Joshua Stacey                            | Enkelspel, C9 (m) | AUS Ma Lin V met 0-3                   | ITA Mohamed Amine Kalem W met 3-2          | MAS Chaoming Chee W met 3-0   | 2e                  | Niet van toepassing          | RPC Iurii Nozdrunov V met 2-3 | Uitgeschakeld                | Uitgeschakeld          | 5e     |
| Ashley Facey Thompson                    | Enkelspel, C9 (m) | JPN Koyo Iwabuchi V met 2-3            | UKR Lev Kats V met 1-3                     | RPC Iurii Nozdrunov W met 3-2 | 3e                  | Niet gekwalificeerd          | Niet gekwalificeerd           | Niet gekwalificeerd          | Niet gekwalificeerd    | 9e     |
| Ross Wilson                              | Enkelspel, C8 (m) | FRA Clement Berthier W met 3-0         | CHN Peng Weinan V met 2-3                  | Niet van toepassing           | 2e                  | SWE Emil Andersson W met 3-0 | UKR Maxym Nikolenko V met 1-3 | Uitgeschakeld                | Uitgeschakeld          | 5e     |
| William Bayley Paul Karabardak           | Team, C6-7 (m)    | Niet van toepassing                    | Niet van toepassing                        | Niet van toepassing           | Niet van toepassing | Bye                          | AUS W met 2-0                 | ESP W met 2-1                | CHN V met 0-2          | Zilver |
| Aaron McKibbin Billy Shilton Ross Wilson | Team, C8 (m)      | Niet van toepassing                    | Niet van toepassing                        | Niet van toepassing           | Niet van toepassing | Niet van toepassing          | HUN W met 2-0                 | CHN V met 0-2                | Uitgeschakeld          | Brons  |
| Joshua Stacey Ashley Facey Thompson      | Team, C9 (m)      | Niet van toepassing                    | Niet van toepassing                        | Niet van toepassing           | Niet van toepassing | ESP W met 2-0                | CHN V met 0-2                 | Uitgeschakeld                | Uitgeschakeld          | 5e     |
|                                          |                   |                                        |                                            |                               |                     |                              |                               |                              |                        |        |
| Susan Bailey                             | Enkelspel, C4 (v) | SRB Borislava Peric-Rankovic V met 0-3 | TPE Lu Pi-Chun V met 1-3                   | Niet van toepassing           | 3e                  | Niet gekwalificeerd          | Niet gekwalificeerd           | Niet gekwalificeerd          | Niet gekwalificeerd    | 11e    |
| Megan Shackleton                         | Enkelspel, C4 (v) | CHN Zhou Ying V met 0-3                | IND Bhavinaben Hasmukhbhai Patel V met 1-3 | Niet van toepassing           | 3e                  | Niet gekwalificeerd          | Niet gekwalificeerd           | Niet gekwalificeerd          | Niet gekwalificeerd    | 11e    |
| Susan Bailey Megan Shackleton            | Team, C4-5 (v)    | Niet van toepassing                    | Niet van toepassing                        | Niet van toepassing           | Niet van toepassing | Niet van toepassing          | JOR W met 2-1                 | CHN V met 0-2                | Uitgeschakeld          | Brons  |

### Tennis
| Paralympiër                     | Onderdeel               | 1e ronde                                           | 2e ronde                                 | 3e ronde                                           | Kwartfinale                                                | Halve finale                                           | (troost)Finale                                               | Rang   |
| Paralympiër                     | Onderdeel               | Tegenstander Uitslag                               | Tegenstander Uitslag                     | Tegenstander Uitslag                               | Tegenstander Uitslag                                       | Tegenstander Uitslag                                   | Tegenstander Uitslag                                         | Rang   |
| ------------------------------- | ----------------------- | -------------------------------------------------- | ---------------------------------------- | -------------------------------------------------- | ---------------------------------------------------------- | ------------------------------------------------------ | ------------------------------------------------------------ | ------ |
| Dermot Bailey                   | Rolstoel enkelspel (m)  | ESP Daniel Caverzaschi Arzola V met 0-2 (2-6, 0-6) | Uitgeschakeld                            | Uitgeschakeld                                      | Uitgeschakeld                                              | Uitgeschakeld                                          | Uitgeschakeld                                                | 33e    |
| Antony Cotterill                | Quad enkelspel          | Niet van toepassing                                | Niet van toepassing                      | AUS Heath Davidson V met 0-2 (1-6, 0-6)            | Uitgeschakeld                                              | Uitgeschakeld                                          | Uitgeschakeld                                                | 9e     |
| Alfie Hewett                    | Rolstoel enkelspel (m)  | Bye                                                | POL Kamil Fabisiak W met 2-0 (6-1, 6-2)  | NED Ruben Spaargaren W met 2-1 (6-1, 2-6, 6-3)     | FRA Nicolas Peifer W met 2-0 (6-3, 6-4)                    | NED Tom Egberink V met 0-2 (4-6, 6-7)                  | GBR Gordon Reid V met 1-2 (4-6, 6-3, 5-7)                    | 4e     |
| Andy Lapthorne                  | Quad enkelspel          | Niet van toepassing                                | Niet van toepassing                      | CAN Robert Shaw W met 2-0 (6-4, 6-1)               | NED Niels Vink V met 0-2 (4-6, 2-6)                        | Uitgeschakeld                                          | Uitgeschakeld                                                | 5e     |
| Gordon Reid                     | Rolstoel enkelspel (m)  | Bye                                                | RSA Leon Els W met 2-0 (6-2, 6-1)        | JPN Takashi Sanada W met 2-0 (2-6, 1-6)            | ARG Gustavo Fernández W met 2-1 (7-5, 3-6, 6-1)            | JPN Shingo Kunieda V met 0-2 (3-6, 2-6)                | GBR Alfie Hewett W met 2-1 (6-4, 3-6, 7-5)                   | Brons  |
| Antony Cotterill Andy Lapthorne | Quad dubbelspel         | Niet van toepassing                                | Niet van toepassing                      | Niet van toepassing                                | KOR Kim Kyu-Seung Kim Myung Je W met 2-0 (6-2, 6-0)        | NED Sam Schröder Niels Vink V met 0-2 (0-6, 2-6)       | JPN Mitsuteru Moroishi Koji Sugeno V met 1-2 (5-7, 6-3, 5-7) | 4e     |
| Alfie Hewett Gordon Reid        | Rolstoel dubbelspel (m) | Niet van toepassing                                | Bye                                      | AUT Thomas Flax Nico Langmann W met 2-0 (6-0, 6-0) | BEL Joachim Gerard Jef Vandorpe W met 2-0 (6-2, 6-2)       | JPN Shingo Kunieda Takashi Sanada W met 2-0 (6-2, 6-1) | FRA Stephane Houdet Nicolas Peifer V met 1-2 (5-7, 6-0, 6-7) | Zilver |
|                                 |                         |                                                    |                                          |                                                    |                                                            |                                                        |                                                              |        |
| Lucy Shuker                     | Rolstoel enkelspel (v)  | Niet van toepassing                                | TUR Busra Un W met 2-0 (6-0, 6-0)        | CHN Zhu Zhenzhen V met 0-2 (6-7, 2-6)              | Uitgeschakeld                                              | Uitgeschakeld                                          | Uitgeschakeld                                                | 9e     |
| Jordanne Whiley                 | Rolstoel enkelspel (v)  | Niet van toepassing                                | COL Angélica Bernal W met 2-0 (6-0, 6-3) | JPN Manami Tanaka W met 2-0 (6-1, 6-0)             | USA Dana Mathewson W met 2-1 (6-3, 3-6, 7-5)               | NED Diede de Groot V met 0-2 (4-6, 2-6)                | NED Aniek van Koot W met 2-1 (6-4, 6-7, 6-4)                 | Brons  |
| Lucy Shuker Jordanne Whiley     | Rolstoel dubbelspel (v) | Niet van toepassing                                | Niet van toepassing                      | Bye                                                | RSA Kgothatso Montjane Mariska Venter W met 2-0 (6-2, 6-0) | CHN Wang Ziying Zhu Zhenzhen W met 2-0 (6-4, 6-2)      | NED Diede de Groot Aniek van Koot V met 0-2 (0-6, 1-6)       | Zilver |

### Triatlon
| Paralympiër                          | Onderdeel             | Resultaat | Prestatie      |
| ------------------------------------ | --------------------- | --------- | -------------- |
| David Ellis Gids: Luke Pollard       | Individueel, PTVI (m) | DNF       | Niet gefinisht |
| George Peasgood                      | Individueel, PTS5 (m) | Zilver    | 0:58:55        |
| Michael Taylor                       | Individueel, PTS4 (m) | 8e        | 1:08:11        |
|                                      |                       |           |                |
| Frances Brown                        | Individueel, PT2 (v)  | 4e        | 1:19:42        |
| Claire Cashmore                      | Individueel, PTS5 (v) | Brons     | 1:07:36        |
| Alison Peasgood Gids: Nikki Bartlett | Individueel, PTVI (v) | 4e        | 1:11:47        |
| Melissa Reid Gids: Hazel MacLeod     | Individueel, PTVI (v) | 7e        | 1:14:24        |
| Lauren Steadman                      | Individueel, PTS5 (v) | Goud      | 1:04:46        |

### Wielrennen

#### Baan
| Atleet                                 | Onderdeel                         | Heats               | Heats               | (Bronzen) Finale            | (Bronzen) Finale    |
| Atleet                                 | Onderdeel                         | Resultaat           | Rang                | Resultaat                   | Rang                |
| -------------------------------------- | --------------------------------- | ------------------- | ------------------- | --------------------------- | ------------------- |
| James Ball Piloot: Lewis Stewart       | 1 km tijdrit, B (m)               | Niet van toepassing | Niet van toepassing | 0:59.503                    | Zilver              |
| James Ball Piloot: Lewis Stewart       | Individuele achtervolging, B (m)  | Niet gefinisht      | DNF                 | Niet gekwalificeerd         | Niet gekwalificeerd |
| Stephen Bate Piloot: Adam Duggleby     | Individuele achtervolging, B (m)  | 4:02.497            | 2e QG               | Ingehaald door tegenstander | Zilver              |
| Jody Cundy                             | 1 km tijdrit, C4-5 (m)            | Niet van toepassing | Niet van toepassing | 1:01.847                    | Zilver              |
| Neil Fachie Piloot: Matthew Rotherham  | 1 km tijdrit, B (m)               | Niet van toepassing | Niet van toepassing | 0:58.038                    | Goud                |
| Neil Fachie Piloot: Matthew Rotherham  | Individuele achtervolging, B (m)  | 4:42.630            | 11e                 | Niet gekwalificeerd         | Niet gekwalificeerd |
| Jaco van Gass                          | 1 km tijdrit, C1-3 (m)            | Niet van toepassing | Niet van toepassing | 1:05.569                    | Brons               |
| Jaco van Gass                          | Individuele achtervolging, C3 (m) | 3:17.593            | 1e QG               | 3:20.987                    | Goud                |
| Finlay Graham                          | Individuele achtervolging, C3 (m) | 3:19.780            | 2e QG               | 3:22.000                    | Zilver              |
|                                        |                                   |                     |                     |                             |                     |
| Kadeena Cox                            | 500 m tijdrit, C4-5 (v)           | Niet van toepassing | Niet van toepassing | 0:34.433                    | Goud                |
| Lora Fachie Piloot: Corrine Hall       | 1 km tijdrit, B (v)               | Niet van toepassing | Niet van toepassing | 1:08.232                    | 4e                  |
| Lora Fachie Piloot: Corrine Hall       | Individuele achtervolging, B (v)  | 3:19.483            | 1e QG               | 3:19.560                    | Goud                |
| Crystal Lane-Wright                    | Individuele achtervolging, C5 (v) | 3:35.061            | 2e QG               | Ingehaald door tegenstander | Zilver              |
| Aileen McGlynn Obe Piloot: Helen Scott | 1 km tijdrit, B (v)               | Niet van toepassing | Niet van toepassing | 1:06.743                    | Zilver              |
| Aileen McGlynn Obe Piloot: Helen Scott | Individuele achtervolging, B (v)  | 3:35.858            | 8e                  | Niet gekwalificeerd         | Niet gekwalificeerd |
| Sarah Storey                           | Individuele achtervolging, C5 (v) | 3:27.057            | 1e QG               | Tegenstander ingehaald      | Goud                |
| Sophie Beth Unwin Piloot: Jenny Holl   | 1 km tijdrit, B (v)               | Niet van toepassing | Niet van toepassing | 1:08.701                    | 5e                  |
| Sophie Beth Unwin Piloot: Jenny Holl   | Individuele achtervolging, B (v)  | 3:22.670            | 3e QB               | 3:23.446                    | Brons               |
|                                        |                                   |                     |                     |                             |                     |
| Kadeena Cox Jody Cundy Jaco van Gass   | Team sprint, C1-5 (g)             | 0:48.524            | 2e QG               | 0:47.579                    | Goud                |

#### Weg
| Paralympiër                          | Onderdeel              | Resultaat | Prestatie      |
| ------------------------------------ | ---------------------- | --------- | -------------- |
| Stephen Bate Piloot: Adam Duggleby   | Wegwedstrijd, B (m)    | DNS       | Niet gestart   |
| Stephen Bate Piloot: Adam Duggleby   | Tijdrit, B (m)         | DNF       | Niet gefinisht |
| Jaco van Gass                        | Wegwedstrijd, C1-3 (m) | 5e        | 2:11:06        |
| Jaco van Gass                        | Tijdrit, C3 (m)        | 6e        | 36:45.31       |
| Finlay Graham                        | Wegwedstrijd, C1-3 (m) | Zilver    | 2:05:43        |
| Finlay Graham                        | Tijdrit, C3 (m)        | 4e        | 36:20.86       |
| George Peasgood                      | Wegwedstrijd, C4-5 (m) | 6e        | 2:20:11        |
| George Peasgood                      | Tijdrit, C4 (m)        | Brons     | 46:08.93       |
| Benjamin Watson                      | Wegwedstrijd, C1-3 (m) | Goud      | 2:04:23        |
| Benjamin Watson                      | Tijdrit, C3 (m)        | Goud      | 35:00.82       |
|                                      |                        |           |                |
| Lora Fachie Piloot: Corrine Hall     | Wegwedstrijd, B (v)    | 5e        | 2:40:26        |
| Lora Fachie Piloot: Corrine Hall     | Tijdrit, B (v)         | Zilver    | 48:32.06       |
| Crystal Lane-Wright                  | Wegwedstrijd, C4-5 (v) | Zilver    | 2:21:58        |
| Crystal Lane-Wright                  | Tijdrit, C5 (v)        | Zilver    | 37:40.89       |
| Sarah Storey                         | Wegwedstrijd, C4-5 (v) | Goud      | 2:21:51        |
| Sarah Storey                         | Tijdrit, C5 (v)        | Goud      | 36:08.90       |
| Sophie Beth Unwin Piloot: Jenny Holl | Wegwedstrijd, B (v)    | Zilver    | 2:36:00        |
| Sophie Beth Unwin Piloot: Jenny Holl | Tijdrit, B (v)         | 5e        | 49:59.85       |

### Zwemmen
| Atleet                                                                                   | Onderdeel                              | Series              | Series              | Finale              | Finale              |
| Atleet                                                                                   | Onderdeel                              | Resultaat           | Rang                | Resultaat           | Rang                |
| ---------------------------------------------------------------------------------------- | -------------------------------------- | ------------------- | ------------------- | ------------------- | ------------------- |
| Jordan Catchpole                                                                         | 200 m vrije slag, S14 (m)              | 1:56.81             | 1e                  | 1:56.33             | 5e                  |
| Jordan Catchpole                                                                         | 100 m rugslag, S14 (m)                 | 1:01.50             | 7e                  | 1:00.96             | 4e                  |
| Jordan Catchpole                                                                         | 100 m vlinderslag, S14 (m)             | 0:59.16             | 16e                 | Niet gekwalificeerd | Niet gekwalificeerd |
| Jordan Catchpole                                                                         | 200 m individuele wisselslag, SM14 (m) | 2:16.35             | 9e                  | Niet gekwalificeerd | Niet gekwalificeerd |
| Stephen Clegg                                                                            | 100 m vrije slag, S12 (m)              | 0:53.84             | 1e                  | 0:53.43             | Brons               |
| Stephen Clegg                                                                            | 100 m rugslag, S12 (m)                 | Niet van toepassing | Niet van toepassing | 1:01.27             | Brons               |
| Stephen Clegg                                                                            | 100 m vlinderslag, S12 (m)             | 0:59.13             | 2e                  | 0:57.87             | Zilver              |
| Reece Dunn                                                                               | 200 m vrije slag, S14 (m)              | 1:57.30             | 2e                  | 1:52.40             | Goud                |
| Reece Dunn                                                                               | 100 m rugslag, S14 (m)                 | 1:00.37             | 2e                  | 0:59.97             | Brons               |
| Reece Dunn                                                                               | 100 m vlinderslag, S14 (m)             | 0:55.99             | 1e                  | 0:55.12             | Zilver              |
| Reece Dunn                                                                               | 200 m individuele wisselslag, SM14 (m) | 2:12.61             | 2e                  | 2:08.02             | Goud                |
| Thomas Hammer                                                                            | 200 m vrije slag, S14 (m)              | Niet gestart        | DNS                 | Niet gekwalificeerd | Niet gekwalificeerd |
| Louis Lawler                                                                             | 100 m rugslag, S14 (m)                 | 1:01.43             | 5e                  | 1:01.80             | 8e                  |
| Lyndon Longhorn                                                                          | 50 m vrije slag, S4 (m)                | 0:45.78             | 17e                 | Niet gekwalificeerd | Niet gekwalificeerd |
| Lyndon Longhorn                                                                          | 100 m vrije slag, S4 (m)               | 1:34.27             | 8e                  | 1:33.30             | 7e                  |
| Lyndon Longhorn                                                                          | 200 m vrije slag, S4 (m)               | 3:25.07             | 9e                  | Niet gekwalificeerd | Niet gekwalificeerd |
| Lyndon Longhorn                                                                          | 50 m rugslag, S4 (m)                   | 0:50.12             | 11e                 | Niet gekwalificeerd | Niet gekwalificeerd |
| Lyndon Longhorn                                                                          | 50 m schoolslag, SB3 (m)               | 0:58.79             | 12e                 | Niet gekwalificeerd | Niet gekwalificeerd |
| Lyndon Longhorn                                                                          | 150 m individuele wisselslag, SM4 (m)  | 2:52.76             | 12e                 | Niet gekwalificeerd | Niet gekwalificeerd |
| Corner Morrison                                                                          | 100 m schoolslag, SB14 (m)             | 1:08.01             | 6e                  | 1:08.01             | 8e                  |
| Andrew Mullen                                                                            | 50 m vrije slag, S5 (m)                | 0:36.01             | 13e                 | Niet gekwalificeerd | Niet gekwalificeerd |
| Andrew Mullen                                                                            | 50 m rugslag, S5 (m)                   | 0:37.99             | 7e                  | 0:37.96             | 7e                  |
| Andrew Mullen                                                                            | 50 m vlinderslag, S5 (m)               | 0:39.01             | 11e                 | Niet gekwalificeerd | Niet gekwalificeerd |
| William Perry                                                                            | 100 m vrije slag, S6 (m)               | 1:14.75             | 18e                 | Niet gekwalificeerd | Niet gekwalificeerd |
| William Perry                                                                            | 100 m schoolslag, SB6 (m)              | 1:30.44             | 14e                 | Niet gekwalificeerd | Niet gekwalificeerd |
| William Perry                                                                            | 200 m individuele wisselslag, SM6 (m)  | 3:01.50             | 13e                 | Niet gekwalificeerd | Niet gekwalificeerd |
| Scott Quin                                                                               | 100 m schoolslag, SB14 (m)             | 1:06.20             | 3e                  | 1:05.91             | Brons               |
|                                                                                          |                                        |                     |                     |                     |                     |
| Jessica-Jane Applegate                                                                   | 200 m vrije slag, S14 (v)              | 2:10.83             | 3e                  | 2:09.53             | Brons               |
| Jessica-Jane Applegate                                                                   | 100 m rugslag, S14 (v)                 | 1:08.41             | 2e                  | 1:07.93             | Brons               |
| Jessica-Jane Applegate                                                                   | 100 m vlinderslag, S14 (v)             | 1:07.57             | 4e                  | 1:07.69             | 6e                  |
| Jessica-Jane Applegate                                                                   | 200 m individuele wisselslag, SM14 (v) | 2:31.48             | 3e                  | 2:30.43             | 4e                  |
| Ellie Challis                                                                            | 50 m vrije slag, S4 (v)                | 0:54.94             | 13e                 | Niet gekwalificeerd | Niet gekwalificeerd |
| Ellie Challis                                                                            | 100 m vrije slag, S3 (v)               | 1:53.63             | 4e                  | 1:54.84             | 4e                  |
| Ellie Challis                                                                            | 50 m rugslag, S3 (v)                   | 0:55.86             | 2e                  | 0:55.11             | Zilver              |
| Ellie Challis                                                                            | 50 m schoolslag, SB3 (v)               | 1:10.37             | 11e                 | Niet gekwalificeerd | Niet gekwalificeerd |
| Louise Fiddes                                                                            | 200 m vrije slag, S14 (v)              | 2:11.62             | 4e                  | 2:11.20             | 4e                  |
| Louise Fiddes                                                                            | 100 m schoolslag, SB14 (v)             | 1:18.64             | 6e                  | 1:15.93             | Zilver              |
| Louise Fiddes                                                                            | 100 m vlinderslag, S14 (v)             | 1:07.68             | 5e                  | 1:07.24             | 5e                  |
| Louise Fiddes                                                                            | 200 m individuele wisselslag, SM14 (v) | 2:33.17             | 5e                  | 2:29.21             | Brons               |
| Bethany Firth                                                                            | 200 m vrije slag, S14 (v)              | 2:10.58             | 2e                  | 2:03.99             | Zilver              |
| Bethany Firth                                                                            | 100 m rugslag, S14 (v)                 | 1:07.16             | 1e                  | 1:05.92             | Goud                |
| Bethany Firth                                                                            | 200 m individuele wisselslag, SM14 (v) | 2:27.16             | 2e                  | 2:23.19             | Zilver              |
| Grace Harvey                                                                             | 400 m vrije slag, S6 (v)               | 5:33.78             | 6e                  | 5:36.86             | 7e                  |
| Grace Harvey                                                                             | 100 m rugslag, S6 (v)                  | 1:31.10             | 12e                 | Niet gekwalificeerd | Niet gekwalificeerd |
| Grace Harvey                                                                             | 100 m schoolslag, SB5 (v)              | 1:42.09             | 1e                  | 1:42.22             | Zilver              |
| Grace Harvey                                                                             | 50 m vlinderslag, S6 (v)               | 0:41.18             | 11e                 | Niet gekwalificeerd | Niet gekwalificeerd |
| Grace Harvey                                                                             | 200 m individuele wisselslag, SM6 (v)  | 3:05.84             | 5e                  | 3:05.58             | 6e                  |
| Suzanna Hext                                                                             | 100 m vrije slag, S5 (v)               | 1:21.69             | 2e                  | 1:22.49             | 4e                  |
| Suzanna Hext                                                                             | 200 m vrije slag, S5 (v)               | 2:59.05             | 3e                  | 2:59.55             | 4e                  |
| Suzanna Hext                                                                             | 50 m rugslag, S5 (v)                   | Niet gestart        | DNS                 | Niet gekwalificeerd | Niet gekwalificeerd |
| Suzanna Hext                                                                             | 100 m schoolslag, SB4 (v)              | Niet gestart        | DNS                 | Niet gekwalificeerd | Niet gekwalificeerd |
| Tully Kearney                                                                            | 100 m vrije slag, S5 (v)               | 1:19.60             | 1e                  | 1:14.39             | Goud                |
| Tully Kearney                                                                            | 200 m vrije slag, S5 (v)               | 2:52.30             | 1e                  | 2:46.53             | Zilver              |
| Stephanie Millward                                                                       | 100 m vrije slag, S9 (v)               | 1:08.19             | 16e                 | Niet gekwalificeerd | Niet gekwalificeerd |
| Stephanie Millward                                                                       | 100 m rugslag, S9 (v)                  | 1:15.13             | 8e                  | 1:15.49             | 8e                  |
| Zara Mullooly                                                                            | 50 m vrije slag, S10 (v)               | 0:28.82             | 7e                  | 0:28.73             | 7e                  |
| Zara Mullooly                                                                            | 100 m vrije slag, S10 (v)              | 1:02.18             | 7e                  | 1:01.71             | 7e                  |
| Zara Mullooly                                                                            | 400 m vrije slag, S10 (v)              | Niet van toepassing | Niet van toepassing | 4:44.50             | 4e                  |
| Rebecca Redfern                                                                          | 50 m vrije slag, S13 (v)               | 0:29.62             | 21e                 | Niet gekwalificeerd | Niet gekwalificeerd |
| Rebecca Redfern                                                                          | 100 m schoolslag, SB13 (v)             | 1:15.46             | 2e                  | 1:14.10             | Zilver              |
| Eleanor Robinson                                                                         | 50 m vrije slag, S6 (v)                | Niet gestart        | DNS                 | Niet gekwalificeerd | Niet gekwalificeerd |
| Eleanor Robinson                                                                         | 50 m vlinderslag, S6 (v)               | 0:37.24             | 4e                  | 0:37.08             | 5e                  |
| Hannah Russell                                                                           | 50 m vrije slag, S13 (v)               | 0:27.96             | 7e                  | 0:27.58             | 6e                  |
| Hannah Russell                                                                           | 100 m vrije slag, S12 (v)              | 1:01.81             | 4e                  | 1:00.25             | Brons               |
| Hannah Russell                                                                           | 100 m rugslag, S12 (v)                 | Niet van toepassing | Niet van toepassing | 1:08.44             | Goud                |
| Toni Shaw                                                                                | 100 m vrije slag, S9 (v)               | 1:03.59             | 2e                  | 1:03.42             | 4e                  |
| Toni Shaw                                                                                | 400 m vrije slag, S9 (v)               | 4:46.19             | 2e                  | 4:39.32             | Brons               |
| Toni Shaw                                                                                | 100 m vlinderslag, S9 (v)              | 1:10.41             | 4e                  | 1:08.87             | 4e                  |
| Eleanor Simmonds                                                                         | 400 m vrije slag, S6 (v)               | 5:27.64             | 4e                  | 5:27.99             | 5e                  |
| Eleanor Simmonds                                                                         | 100 m schoolslag, SB6 (v)              | 1:39.95             | 4e                  | 1:39.94             | 4e                  |
| Eleanor Simmonds                                                                         | 200 m individuele wisselslag, SM6 (v)  | 3:07.63             | 6e                  | 3:04.37             | 5e                  |
| Maisie Summers-Newton                                                                    | 400 m vrije slag, S6 (v)               | 5:27.91             | 5e                  | 5:24.42             | 4e                  |
| Maisie Summers-Newton                                                                    | 100 m schoolslag, SB6 (v)              | 1:33.12             | 1e                  | 1:32.34             | Goud                |
| Maisie Summers-Newton                                                                    | 200 m individuele wisselslag, SM6 (v)  | 3:00.15             | 3e                  | 2:56.68             | Goud                |
| Grace Harvey Stephanie Millward Zara Mullooly Toni Shaw                                  | 4 x 100 m vrije slag, 34 punten (v)    | Niet van toepassing | Niet van toepassing | Gediskwalificeerd   | DSQ                 |
| Stephanie Millward Zara Mullooly Toni Shaw Maisie Summers-Newton                         | 4 x 100 m wisselslag, 34 punten (v)    | Niet van toepassing | Niet van toepassing | 4:58.76             | 4e                  |
|                                                                                          |                                        |                     |                     |                     |                     |
| Jessica-Jane Applegate Jordan Catchpole Reece Dunn Bethany Firth                         | 4 x 100 m vrije slag, S14 (g)          | Niet van toepassing | Niet van toepassing | 3:40.63             | Goud                |
| Ellie Challis Tully Kearney Lyndon Longhorn Andrew Mullen William Perry Eleanor Robinson | 4 x 50 m vrije slag, 20 punten (g)     | 2:42.42             | 7e                  | 2:48.34             | 8e                  |

Afghanistan · 
Algerije · 
Amerikaanse Maagdeneilanden · 
Angola · 
Argentinië · 
Armenië · 
Aruba · 
Australië · 
Azerbeidzjan · 
Bahrein · 
Barbados · 
Belarus · 
België · 
Benin · 
Bermuda · 
Bosnië en Herzegovina · 
Botswana · 
Brazilië · 
Bulgarije · 
Burkina Faso · 
Burundi · 
Cambodja · 
Canada · 
Centraal-Afrikaanse Republiek · 
Chili · 
China · 
Chinees Taipei · 
Colombia · 
Congo-Brazzaville · 
Congo-Kinshasa · 
Costa Rica · 
Cuba · 
Cyprus · 
Denemarken · 
Dominicaanse Republiek · 
Duitsland · 
Ecuador · 
Egypte · 
El Salvador · 
Estland · 
Ethiopië · 
Faeröer · 
Fiji · 
Filipijnen · 
Finland · 
Frankrijk · 
Gabon · 
Gambia · 
Georgië · 
Ghana · 
Griekenland · 
Groot-Brittannië · 
Guatemala · 
Guinee · 
Guinee‑Bissau · 
Haïti · 
Honduras · 
Hongarije · 
Hongkong · 
Ierland · 
IJsland · 
India · 
Indonesië · 
Irak · 
Iran · 
Israël · 
Italië · 
Ivoorkust · 
Jamaica · 
Japan · 
Jordanië · 
Kaapverdië · 
Kameroen · 
Kazachstan · 
Kenia · 
Kirgizië · 
Koeweit · 
Kroatië · 
Laos · 
Lesotho · 
Letland · 
Libanon · 
Liberia · 
Libië · 
Litouwen · 
Luxemburg · 
Madagaskar · 
Maleisië · 
Mali · 
Malta · 
Marokko · 
Mauritius · 
Mexico · 
Moldavië · 
Mongolië · 
Montenegro · 
Mozambique · 
Namibië · 
Nederland · 
Nepal · 
Nicaragua · 
Nieuw-Zeeland · 
Niger · 
Nigeria · 
Noord-Macedonië · 
Noorwegen · 
Oeganda · 
Oekraïne · 
Oezbekistan · 
Oman · 
Oostenrijk · 
Pakistan · 
Palestina · 
Panama · 
Papoea-Nieuw-Guinea · 
Peru · 
Polen · 
Portugal · 
Puerto Rico · 
Qatar · 
Roemenië · 
Russisch Paralympisch Comité ·
Rwanda · 
Saint Vincent en Grenadines · 
Samoa · 
Saoedi-Arabië · 
Sao Tomé en Principe · 
Senegal · 
Servië · 
Seychellen · 
Sierra Leone · 
Singapore · 
Slovenië · 
Slowakije · 
Somalië · 
Spanje · 
Sri Lanka · 
Syrië · 
Tadzjikistan · 
Tanzania · 
Thailand · 
Togo · 
Tonga · 
Trinidad en Tobago · 
Tsjechië · 
Tunesië · 
Turkije · 
Turkmenistan · 
Uruguay · 
Venezuela · 
Verenigde Arabische Emiraten · 
Verenigde Staten · 
Vietnam · 
Zimbabwe · 
Zuid-Afrika · 
Zuid-Korea · 
Zweden · 
Zwitserland
Paralympisch Vluchtelingen Team